# سيمون غريفز جنسن
سيمون غريفز جنسن (بالدنماركية: Simon Graves)‏ هو لاعب كرة قدم دنماركي في مركز الدفاع، ولد في 22 مارس 1999. لعب مع نادي راندرس.

## وصلات خارجية
- سيمون غريفز جنسن على موقع قاعدة بيانات كرة القدم.إي يو (الإنجليزية)
- سيمون غريفز جنسن على موقع Soccerway.com (الإنجليزية)